# Gare de Budapest-Déli
Pour les articles homonymes, voir Gare du Sud (homonymie).
La gare de Budapest-Déli (hongrois : Budapest-Déli pályaudvar, prononcé [ˈbudɒpɛʃt ˈdeːli ˈpaːjɒudvɒɾ]) est l'une des trois grandes gares ferroviaires de Budapest. Son nom signifie littéralement « Gare du Sud » en hongrois.

### Desserte

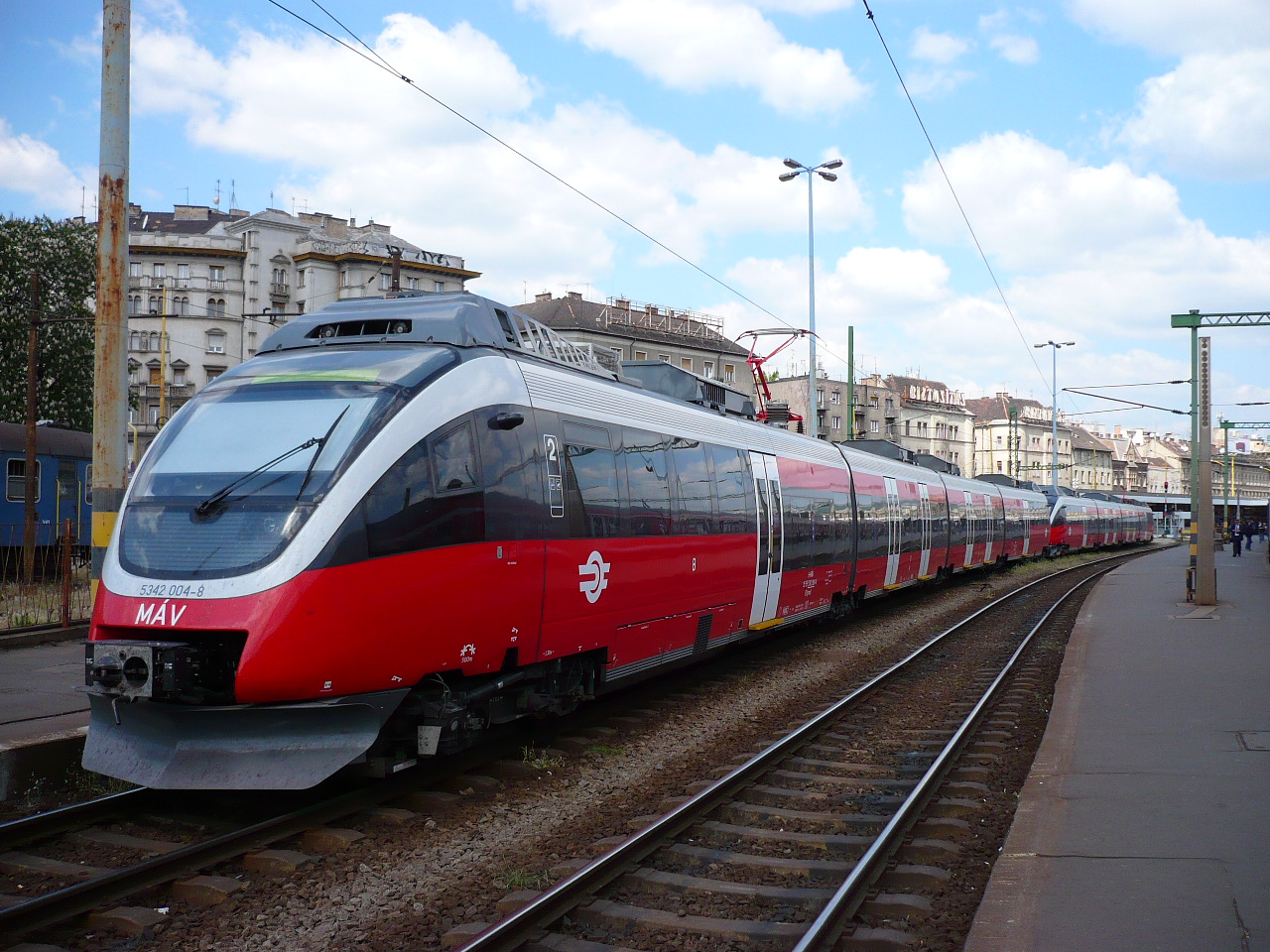
Un train à quai

## Service des voyageurs

### Intermodalité
La gare est couplée au pôle intermodal Déli pályaudvar desservi par la ligne M2  du réseau de métro, les lignes 17, 56, 56A, 59, 59A, 559B, et 61 du réseau de tramway et les lignes 21, 21A, 39, 102, 139, 140, et 140A du réseau d'autobus (BKV).